# Margaret Ramsay-Hale
Margaret Ramsay-Hale (* 1966, Kingston, Jamaika) ist eine Rechtsanwältin und Richterin aus Jamaika. Sie ist derzeit Richterin am Grand Court of the Cayman Islands (seit 13. Januar 2020). Ramsay-Hale war davor die erste weibliche Einfache Richterin (Puisne Judge) und die erste weibliche Chief Justice des Supreme Court of the Turks and Caicos Islands.

## Leben

### Jugend
Ramsay-Hale wurde in Kingston, Jamaika, geboren. Sie ist die Tochter von Ian Ramsay, dem ersten jamaikanischen Rechtsanwalt, der als Kronanwalt (Queen’s Counsel) ernannt wurde, und von Rosa Ramsay. Sie ging 1977 nach England für ihre A-Levels. Sie erwarb 1981 einen Bachelor of Science in Wirtschaft an der London School of Economics und begann dann ein Studium in Rechtswissenschaften an der University of the West Indies (September 1986) und besuchte dann die Norman Manley Law School. Während sie an der Law School studierte, arbeitete Ramsay-Hale als Model, sogar in Laufsteg-Shows von Bert Rose.
Sie erhielt ihre Anwaltslizenz (called to the bar) im Oktober 1991 und begann ihre Karriere als Anwältin in der Kanzlei Howard Hamilton QC. Sie ist zertifiziert als Mediator. Sie wurde im Januar 1994 als Crown Council im Office of the Director of Public Prosecutions ernannt.

### Karriere
Ramsay-Hale war zunächst Richterin am Family Court in Saint James Parish und Magistrate in den Strafrechtskammern des Parish. Sie zog im September 1998 auf die Cayman Islands, wo sie als Magistrate im Summary Court arbeitete (1998–2008) und später als Chief Magistrate. Sie war 2006 Acting Judge für den Grand Court of the Cayman Islands und wurde 2013 zum Mitglied des Cayman Islands Panel of Acting Grand Court Judges ernannt.
Sie wurde am 1. November 2011 durch Gouverneur Ric Todd als puisne judge (einfacher Richter) für den Supreme Court of the Turks and Caicos Islands ernannt und wurde damit die erste Frau, welche für den Supreme Court ernannt wurde. Ramsay-Hale wurde dann am 19. Juni 2014 auf einen Vorschlag der Judicial Service Commission hin durch Gouverneur Peter Beckingham zum Chief Justice ernannt. Sie war die erste weibliche Chief Justice der Turks- und Caicosinseln. Sie wurde am 22. September 2014 vereidigt. Sie diente als Presiding Judge für die bürgerliche und kommerzielle Division und arbeitete in der strafrechtlichen und Ehe- und Familiendivisionen. Sie wurde am 10. Oktober 2017 von Gouverneur John Freeman für eine weitere dreijährige Amtszeit vereidigt. Sie trat am 10. Januar 2020 offiziell von ihrem Amt zurück.
Ramsay-Hale wurde am 13. Januar 2020 Richter des Grand Court of the Cayman Islands. Sie wurde durch Gouverneur Martyn Roper ernannt.